# William H. Cannon
William H. „Bill“ Cannon (* 4. Juni 1907 in Shasta County, Kalifornien; † 14. November 1990 in Siskiyou County, Kalifornien) war ein US-amerikanischer Regieassistent, Produktionsassistent und Drehbuchautor, der einmal für einen Oscar in der Kategorie beste Regieassistenz nominiert war.

## Leben
Cannon begann seine Laufbahn als Regieassistent in der Filmwirtschaft Hollywoods 1926 bei dem Stummfilm The Honeymoon Express, der unter der Regie von James Flood mit Willard Louis, Irene Rich und Holmes Herbert entstanden war. In der Folgezeit arbeitete er bis 1944 als Regieassistent bei der Herstellung von insgesamt zwölf Filmen mit.
Bei der Oscarverleihung 1937 war er für den Film Ein rastloses Leben (1936) von Mervyn LeRoy mit Frederic March, Olivia de Havilland und Donald Woods für den nur in den Jahren 1934 bis 1938 vergebenen Oscar für die beste Regieassistenz nominiert.
Cannon arbeitete auch als Produktionsassistent und Drehbuchautor bei Filmproduktionen mit wie zum Beispiel bei Der Zauberer von Oz (1939), wenngleich er in der Regel im Abspann nicht namentlich erwähnt wurde („uncredited“). Zuletzt wirkte er 1967 als Produktionsassistent erneut „uncredited“ an der Herstellung von Die Reifeprüfung von Mike Nichols mit Anne Bancroft, Dustin Hoffman und Katharine Ross in den Hauptrollen mit.

## Filmografie (Auswahl)
- 1926: The Honeymoon Express
- 1926: While London Sleeps (Rin Tin Tin unter Verbrechern)
- 1934: Wonder Bar
- 1935: Shipmates Forever (Der Jazzkadett)
- 1936: Anthony Adverse (Ein rastloses Leben)
- 1944: Thirty Seconds Over Tokyo (Dreißig Sekunden über Tokio)